# Seiersberg-Pirka
Seiersberg-Pirka ist eine Gemeinde mit 12.289 Einwohnern (Stand 1. Jänner 2025) und nach Gratwein-Straßengel die zweitgrößte Gemeinde des Bezirkes Graz-Umgebung in der Steiermark.

## Geografie

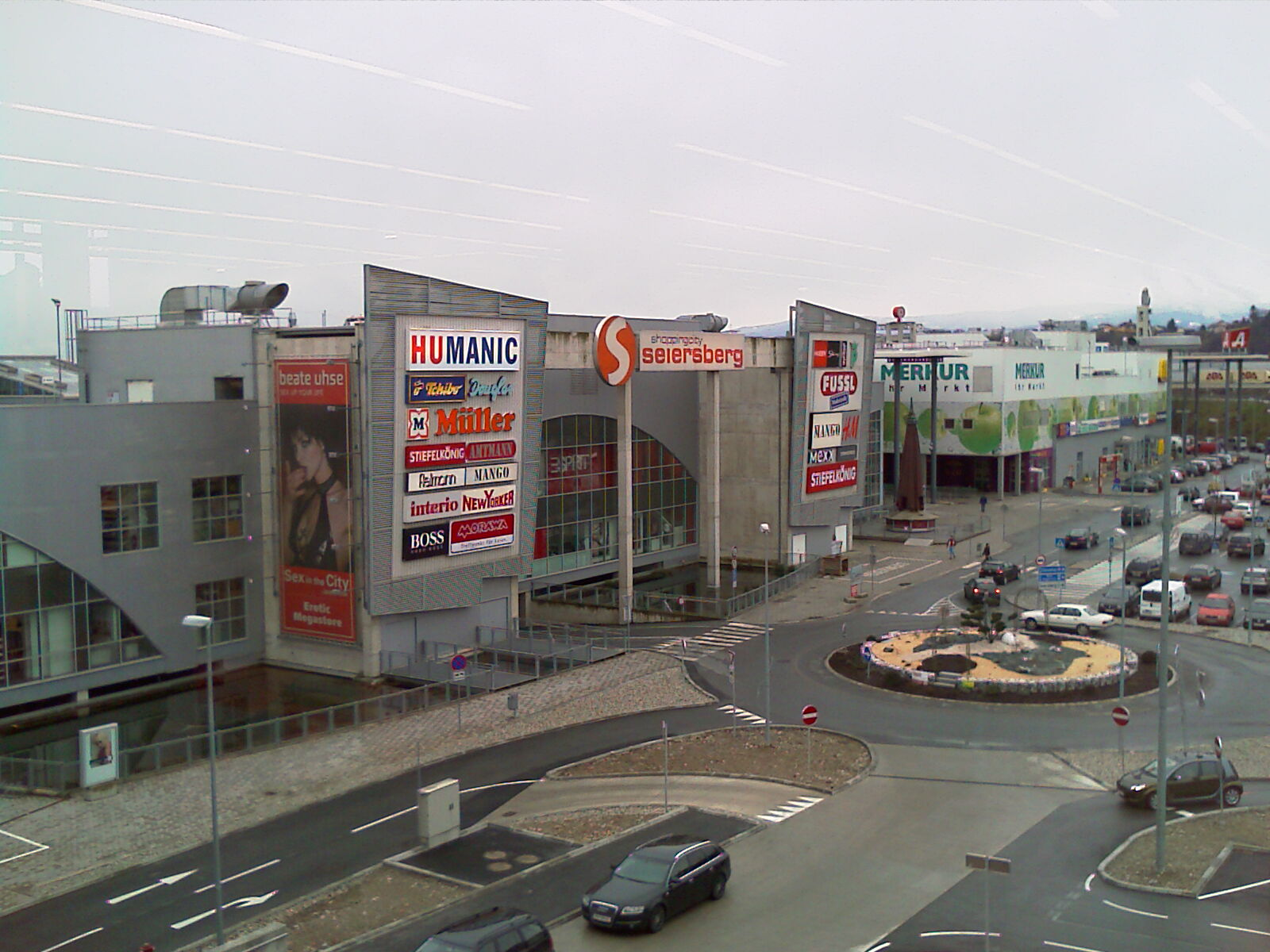
Einkaufszentrum Seiersberg

### Geografische Lage
Die Gemeinde liegt südwestlich der Landeshauptstadt Graz und ist mit ihr zusammengewachsen. Die Gemeinde liegt großteils im flachen Grazer Becken, am nördlichen Ende des Kaiserwaldes, in der Weststeiermark. Bedeutendste Fließgewässer sind der Gepringbach und der Doblbach am westlichen Gemeinderand.

### Gemeindegliederung
Das Gemeindegebiet umfasst folgende sechs Ortschaften (Einwohner Stand 1. Jänner 2025):
- Bischofegg (99)
- Neupirka (202)
- Neuwindorf (373)
- Pirka (2519)
- Seiersberg (8295) mit Neuseiersberg und Gedersberg
- Windorf (801)

Das Gemeindegebiet besteht aus zwei Katastralgemeinden (Fläche Stand 31. Dezember 2023):
- Pirka-Eggenberg (942,12 ha)
- Seiersberg (789,63 ha)

### Gemeindezusammenlegung
Die Gemeinde entstand im Zuge der steiermärkischen Gemeindestrukturreform am 1. Jänner 2015 durch die Zusammenlegung der vormals eigenständigen Gemeinden Seiersberg und Pirka.

### Nachbargemeinden
| Hitzendorf          | Graz                                        | Graz                 |
| Hitzendorf          | Kompassrose, die auf Nachbargemeinden zeigt | Feldkirchen bei Graz |
| Haselsdorf-Tobelbad | Premstätten                                 | Premstätten          |

## Bevölkerungsentwicklung

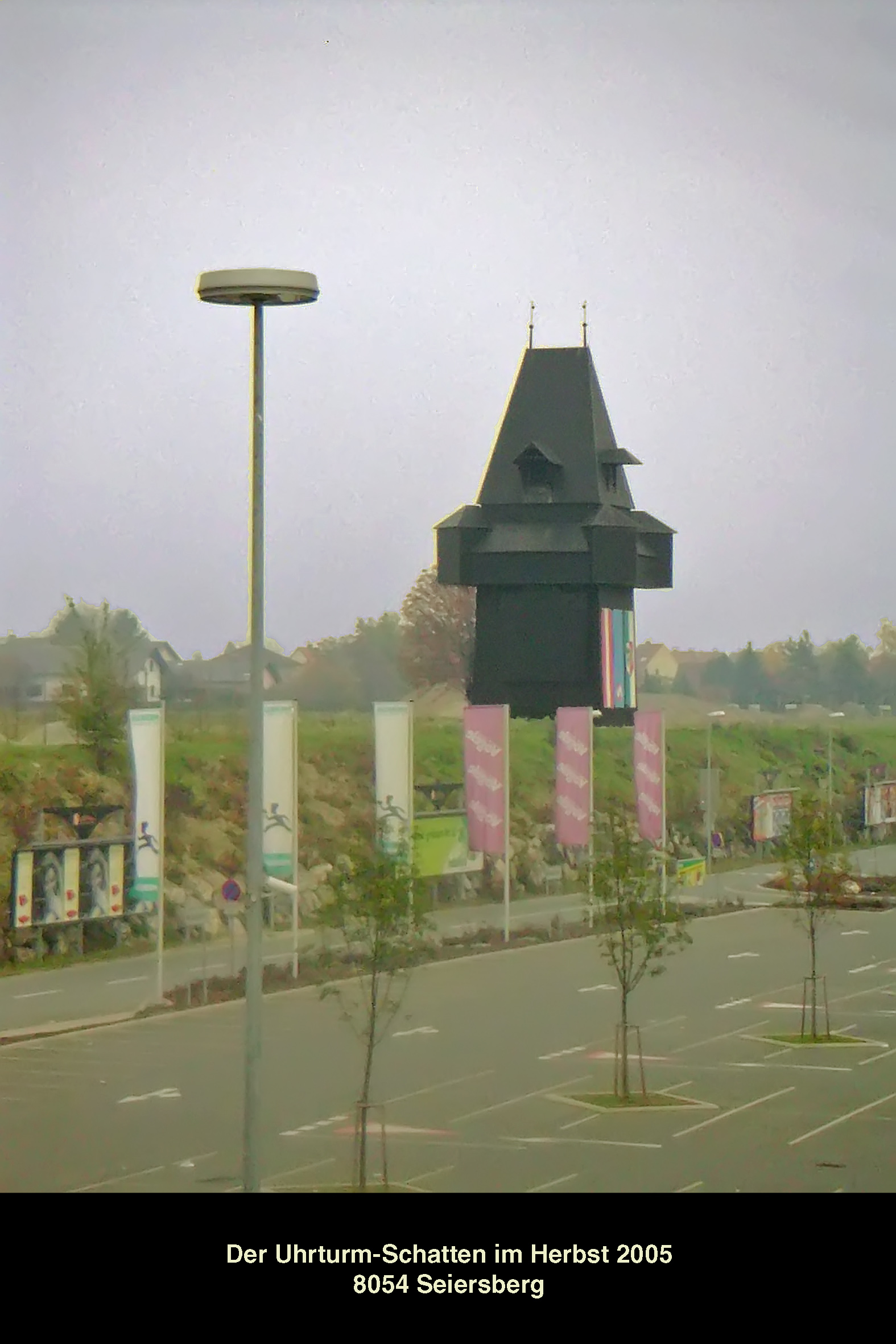
Schatten-Uhrturm

| Seiersberg-Pirka: Einwohnerzahlen von 1869 bis 2024 | Seiersberg-Pirka: Einwohnerzahlen von 1869 bis 2024 | Seiersberg-Pirka: Einwohnerzahlen von 1869 bis 2024 | Seiersberg-Pirka: Einwohnerzahlen von 1869 bis 2024 | Seiersberg-Pirka: Einwohnerzahlen von 1869 bis 2024 |
| --------------------------------------------------- | --------------------------------------------------- | --------------------------------------------------- | --------------------------------------------------- | --------------------------------------------------- |
| Jahr                                                |                                                     |                                                     |                                                     | Einwohner                                           |
| 1869                                                | 1869                                                |                                                     | 1.094                                               | 1.094                                               |
| 1880                                                | 1880                                                |                                                     | 1.161                                               | 1.161                                               |
| 1890                                                | 1890                                                |                                                     | 1.113                                               | 1.113                                               |
| 1900                                                | 1900                                                |                                                     | 1.135                                               | 1.135                                               |
| 1910                                                | 1910                                                |                                                     | 1.441                                               | 1.441                                               |
| 1923                                                | 1923                                                |                                                     | 1.570                                               | 1.570                                               |
| 1934                                                | 1934                                                |                                                     | 2.323                                               | 2.323                                               |
| 1939                                                | 1939                                                |                                                     | 2.665                                               | 2.665                                               |
| 1951                                                | 1951                                                |                                                     | 3.275                                               | 3.275                                               |
| 1961                                                | 1961                                                |                                                     | 4.697                                               | 4.697                                               |
| 1971                                                | 1971                                                |                                                     | 5.526                                               | 5.526                                               |
| 1981                                                | 1981                                                |                                                     | 5.743                                               | 5.743                                               |
| 1991                                                | 1991                                                |                                                     | 6.982                                               | 6.982                                               |
| 2001                                                | 2001                                                |                                                     | 8.709                                               | 8.709                                               |
| 2011                                                | 2011                                                |                                                     | 10.511                                              | 10.511                                              |
| 2021                                                | 2021                                                |                                                     | 11.983                                              | 11.983                                              |
| 2024                                                | 2024                                                |                                                     | 12.258                                              | 12.258                                              |
| Quelle(n): Statistik Austria, Gebietsstand 1.1.2021 |                                                     |                                                     |                                                     |                                                     |

## Kultur und Sehenswürdigkeiten
- Schloßberg-Schattenturm: Der Schattenturm steht in einem Kreisverkehr bei der Autobahnanschlussstelle. Der Turm stand zuvor während der Kulturhauptstadt 2003 auf dem Grazer Schloßberg hinter dem Uhrturm und wurde von der Gemeinde erworben.
- Windorfer Teich: Der geschützte Landschaftsteil liegt in einer aufgelassenen Tongrube am Rand des Kaiserwaldes und dient als Naherholungsgebiet.

## Wirtschaft und Infrastruktur
Seiersberg-Pirka ist durch die Nähe zu Graz eine der reichsten Gemeinden von Österreich. Im Gemeindegebiet befinden sich die Shopping City Seiersberg, das zweitgrößte Einkaufszentrum Österreichs, und eine große Anzahl von Gewerbezonen.

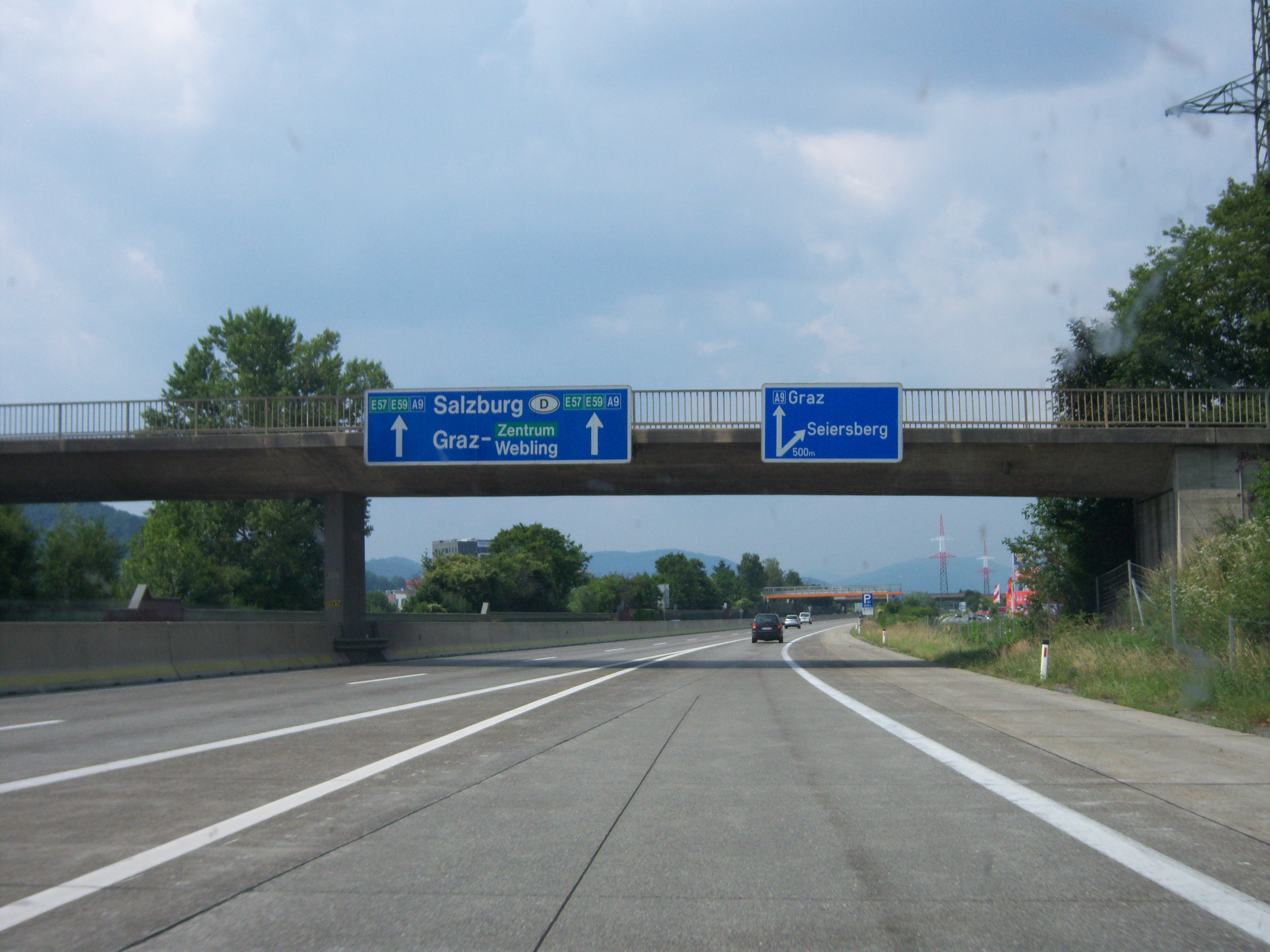
Autobahnknoten Seiersberg

### Verkehr
Aufgrund der Nähe zu Graz ist Seiersberg-Pirka sehr verkehrsgünstig gelegen. 
Straße
Der Autobahnknoten Graz-West ( und ) befindet sich im Ortsteil Pirka; über die unmittelbar nachgelagerte Anschlussstelle Seiersberg ist die Gemeinde an die Pyhrn Autobahn A 9 angeschlossen.
Öffentliche Verkehrsmittel
Die Gemeinde ist durch Bus-Verbundlinien des Graz-Köflacher Bahn und Busbetriebes sowie der Holding Graz (Graz Linien) erschlossen. Darüber hinaus finanziert die Gemeinde die Stadtbuslinie 78, die gemeinsam von Graz Linien, Grünerbus und Watzke betrieben wird und abwechselnd Pirka beziehungsweise Gedersberg über Seiersberg mit dem Bahnhof Graz-Puntigam verbindet.
Seiersberg-Pirka verfügt über keine eigene Bahnhaltestelle, allerdings liegt im 16. Grazer Bezirk Straßgang der unmittelbar an Seiersberg grenzende Bahnhof Straßgang an der Köflacherbahn. In Feldkirchen bei Graz liegt der an den Osten der Gemeinde grenzende Bahnhof Feldkirchen-Seiersberg der Süd- und Koralmbahn.
Der Bau einer eigenen Bahnhaltestelle lässt auf sich warten, das Thema wird aber im Gemeinderat behandelt. Im Rahmen der Elektrifizierung der Graz-Köflacher Bahn ist die Errichtung einer solchen Nahverkehrsdrehscheibe angedacht.

### Öffentliche Einrichtungen
In Seiersberg-Pirka ist das Bezirkspolizeikommando Graz-Umgebung samt angeschlossener Polizeiinspektion und Bezirksleitstelle positioniert. Die Polizeiinspektion ist örtlich für die Gemeinde Seiersberg-Pirka sowie für die Katastralgemeinde Mantscha der Gemeinde Hitzendorf zuständig.

## Politik

### Gemeinderat
Der Gemeinderat hat insgesamt 31 Mitglieder. Die letzten Gemeinderatswahlen brachten die folgenden Ergebnisse: 
| Partei                                       | 2020             | 2020             | 2020             | 2015             | 2015             | 2015             |
| Partei                                       | Stimmen          | %                | Mandate          | Stimmen          | %                | Mandate          |
| -------------------------------------------- | ---------------- | ---------------- | ---------------- | ---------------- | ---------------- | ---------------- |
| SPÖ                                          | 2.800            | 61,42            | 21               | 3.043            | 57,96            | 20               |
| ÖVP                                          | 649              | 14,24            | 4                | 605              | 11,52            | 3                |
| GRÜNE                                        | 494              | 10,84            | 3                | 274              | 5,22             | 1                |
| FPÖ                                          | 352              | 7,72             | 2                | 717              | 13,66            | 4                |
| NEOS                                         | 151              | 3,31             | 1                | nicht kandidiert | nicht kandidiert | nicht kandidiert |
| KPÖ                                          | 113              | 2,48             | 0                | 105              | 2,00             | 0                |
| Unabhängige Bürgerliste Süd Seiersberg-Pirka | nicht kandidiert | nicht kandidiert | nicht kandidiert | 506              | 9,64             | 3                |
| Wahlbeteiligung                              | 49,49 %          | 49,49 %          | 49,49 %          | 60,29 %          | 60,29 %          | 60,29 %          |

### Bürgermeister
- seit 2015 Werner Baumann (SPÖ)[8]

### Wappen

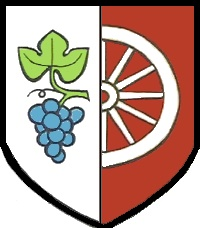
Seiersberg
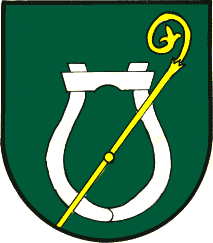
Pirka

Beide Vorgängergemeinden hatten ein Gemeindewappen. Wegen der Gemeindezusammenlegung verloren diese mit 1. Jänner 2015 ihre offizielle Gültigkeit. Die Neuverleihung des Gemeindewappens für die Fusionsgemeinde erfolgte mit Wirkung vom 23. September 2016

Die Blasonierung lautet:
„In quadriertem Schild oben rechts in Silber an schwarzer Rebe abhangend eine blaue, grün beblätterte Weintraube, oben links in Grün die aus der Teilungslinie schräg wachsende silberne Krümme eines Bischofsstabes, unten rechts in Rot aus dem Spalt wachsend ein silbernes zwölfspeichiges Wagenrad, unten links in Silber ein schwarzes Ochsenjöchl.“

## Persönlichkeiten
- Barbara Eibinger (* 1980), österreichische Politikerin (ÖVP), Mitglied des Bundesrates 2006–2010, Mitglied des Steirischen Landtages ab 2010 bis 2017, Staatssekretärin im Bundesministerium für Finanzen seit 2025
- Milena Findeis (* 1957), Fotografin und Lyrikerin
- Berta Liebmann (1913–2005), österreichische Heimatdichterin
- Im Ortsteil Windorf lebten die Renner-Buben, Teil einer Artistenfamilie und Luftschifffahrer.